# Donausandkrypare
Donausandkrypare (Romanogobio uranoscopus) är en sötvattenfisk i familjen karpfiskar som lever i Donaus flodsystem.

## Utseende
En liten, slank och avlång fisk med en lång skäggtöm i varje mungipa. På övre delen av kroppen har den 4 till 5 breda, oregelbundna, svarta eller mörkgröna tvärband som går ner mot sidolinjen på ett abborrliknande sätt. Rygg- och stjärtfenorna har svaga, mörka prickar, som formar vertikala band. Som mest kan arten bli 10 cm lång.

## Vanor
Donausandkryparen lever i snabbt strömmande vatten i forsar och stenbottnar. Ungfiskarna föredrar dock långsammare vatten och sandbotten. Ungfiskarna är dagaktiva, för att som vuxna övergå till ett solitärt, nattaktivt levnadssätt. Födan består av bottenlevande ryggradslösa djur och insekter.

### Fortplantning
Arten leker i kraftigt strömmande vatten (omkring 1 m/s). Hanarna väntar på honorna vid lekplatserna, för att sedan tillsammans med honan uppsöka öppet vatten eller simma upp till ytan, där äggen läggs. Dessa driver först med strömmen, för att sedan sjunka till bottnen och klibba fast.

## Status
IUCN har klassificerat donausandkryparen som livskraftig ("LC"). Arten är emellertid känslig för vattenregleringar och froreningar, och betraktas lokalt som hotad. Den är utrotad från Donaus övre lopp.

## Utbredning
Utbredningsområdet omfattar Donaus flodsystem i Österrike, Ungern, Tjeckien, Slovakien, Polen, Ukraina, Slovenien, Kroatien, Makedonien, Montenegro, Serbien, Bosnien och Hercegovina, Rumänien och Bulgarien.